# Publius Cornelius Lentulus (Prätor 214 v. Chr.)
Publius Cornelius Lentulus war ein römischer Senator, Politiker und Militär.
Gnaeus Cornelius Lentulus gehörte zum Zweig der Lentuli der Familie der Cornelier. 214 v. Chr. ist für Lentulus die Prätur belegt. Danach war er bis 212 v. Chr. Proprätor in Westsizilien. Er soll sich laut Appian im Jahr 201 v. Chr. gegen die Annahme des Friedensangebotes der Karthager ausgesprochen haben. Doch war dies wohl eine spätere Erfindung.